# В бреду (фильм, 1991)
«В бреду» (англ. Delirious) — американский комедийный фильм 1991 года, снятый режиссёром Томом Манкевичем.

## Сюжет
Автор мыльных опер Джек Гейбл попадает в автомобильную катастрофу. Ударившись головой, он оказывается в выдуманном им самим городе Эшфорд-Фоллз. Его жизнь пошла по кошмарному сценарию, однако вскоре Джек обнаруживает, что может управлять действительностью, просто написав соответствующий вариант развития событий. Вооружившись пишущей машинкой, он начинает круто менять свою жизнь.

## В ролях
| Актер / Актриса  | Роль в фильме                   |
| ---------------- | ------------------------------- |
| Джон Кэнди       | Джек Гейбл                      |
| Эмма Сэммс       | Рэйчел Хедисон / Лаура Клэйборн |
| Мэриел Хемингуэй | Дженет Дюбуа / Луиза            |
| Дэвид Раш        | доктор Пол Кирквуд / Деннис     |
| Рэймонд Бёрр     | Картер Хедисон                  |
| Дилан Бейкер     | Блейк Хедисон                   |
| Чарльз Рокет     | Тай Хедисон                     |
| Роберт Вагнер    | Джек Гейтс (в титрах не указан) |
| Андреа Томпсон   | медсестра Хелен Колдуэлл        |

## Съёмочная группа
- Режиссёр: Том Манкевич
- Оператор: Роберт Стивенс
- Сценарист: Фред Фримэн, Лоуренс Джей Коэн
- Продюсер: Даг Клэйборн, Фред Фримэн, Лоуренс Джей Коэн
- Монтажер: Тина Хирш
- Композитор: Клифф Айделмэн
- Художник: Энджело П. Грэм, Уильям Гордин

## Интересные факты
Автомобиль, который Джек Гейбл выставил на благотворительный аукцион и сам же его купил, это Ferrari 250 GTO.